# Y Not
Y Not je patnácté sólové studiové album anglického rockového bubeníka Ringo Starra, známého především jako dřívějšího člena skupiny The Beatles. Album vyšlo v roce 2010 a produkovali ho Ringo Starr a Bruce Sugar.

## Seznam skladeb
| Pořadí         | Název                                | Autor                                | Délka |
| -------------- | ------------------------------------ | ------------------------------------ | ----- |
| 1.             | Fill in the Blanks (feat. Joe Walsh) | Richard Starkey, Joe Walsh           | 3:14  |
| 2.             | Peace Dream (feat. Paul McCartney)   | Starkey, Gary Wright, Gary Nicholson | 3:34  |
| 3.             | The Other Side of Liverpool          | Starkey, Dave Stewart                | 3:23  |
| 4.             | Walk with You (feat. Paul McCartney) | Starkey, Van Dyke Parks              | 4:42  |
| 5.             | Time                                 | Starkey, Dave Stewart                | 3:49  |
| 6.             | Everyone Wins                        | Starkey, Johnny Warman               | 3:54  |
| 7.             | Mystery of the Night                 | Starkey, Richard Marx                | 4:05  |
| 8.             | Can't Do It Wrong                    | Starkey, Gary Burr                   | 3:45  |
| 9.             | Y Not                                | Starkey, Glen Ballard                | 3:49  |
| 10.            | Who's Your Daddy (feat. Joss Stone)  | Starkey, Joss Stone                  | 2:29  |
| Celková délka: | Celková délka:                       | Celková délka:                       | 36:49 |

## Sestava
- Ringo Starr – zpěv, bicí, klávesy, piáno, perkuse, doprovodný zpěv
- Steve Dudas – kytara
- Benmont Tench – varhany, piáno
- Michael Bradford – baskytara
- Bruce Sugar – klávesy
- Keith Allison – kytara, doprovodný zpěv
- Don Was – baskytara v „Who's Your Daddy“, kontrabas „Can't Do it Wrong“
- Joe Walsh – kytara v „Fill in the Blanks“, „Peace Dream“ a „Everyone Wins“, baskytara, doprovodný zpěv v „Fill in the Blanks“
- Dave Stewart – kytara v „The Other Side of Liverpool“ a „Time“
- Paul McCartney – baskytara v „Peace Dream“, doprovodný zpěv v „Walk with You“
- Billy Squier – kytara v „The Other Side of Liverpool“ a „Can't Do it Wrong“
- Edgar Winter – lesní roh v „Can't Do it Wrong“, tenor a alt saxofon v „Who's Your Daddy“, doprovodný zpěv v „Peace Dream“ a „Everyone Wins“
- Joss Stone – zpěv v „Who's Your Daddy“
- Ben Harper – doprovodný zpěv v „Peace Dream“
- Richard Marx – doprovodný zpěv v „Mystery of the Night“
- Ann Marie Calhoun – housle v „The Other Side of Liverpool“, „Walk with You“ a „Time“)
- Tina Sugandh – tabla a chorál v „Peace Dream“, „Y Not“
- Cindy Gomez – doprovodný zpěv v „The Other Side of Liverpool“ a „Time“